# Operazione Cyclone

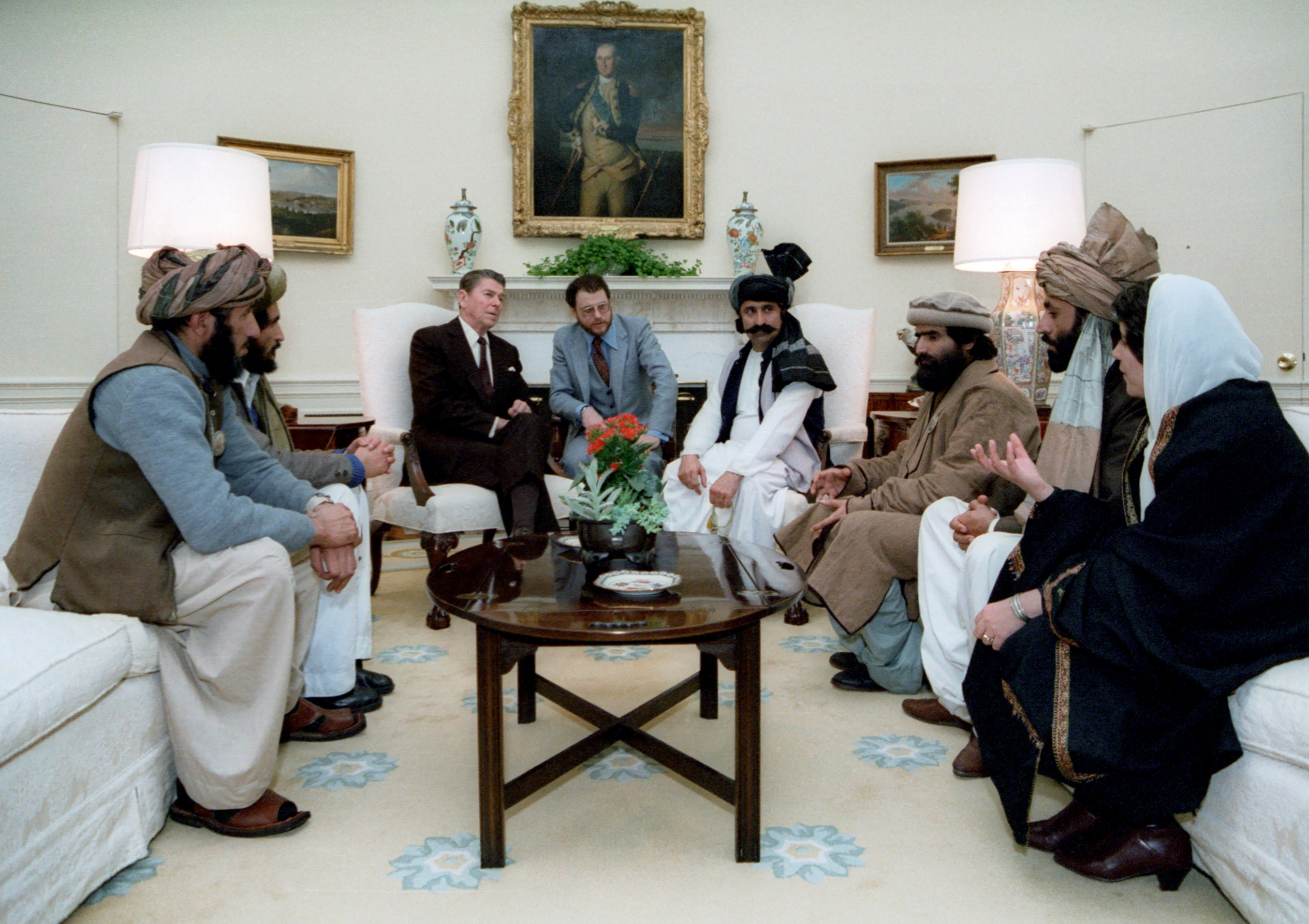
Incontro del presidente Reagan con i leader dei mujahidin afghani nello Studio Ovale nel 1983

Operazione Cyclone è il nome in codice del programma della CIA degli Stati Uniti d'America per armare e finanziare i mujaheddin in Afghanistan dal 1979 al 1989, prima e durante l'intervento militare dell'Unione Sovietica a sostegno della Repubblica Democratica dell'Afghanistan. I mujaheddin furono anche sostenuti dall'MI6 britannico, che condusse azioni segrete separate. Il programma puntava fortemente a sostenere gruppi islamici militanti, compresi gruppi jihadisti, che erano favoriti dal regime di Muhammad Zia-ul-Haq nel vicino Pakistan, piuttosto che altri gruppi di resistenza afghani meno ideologici che avevano anche combattuto contro il regime pro-sovietico della Repubblica Democratica dell'Afghanistan sin da prima dell'intervento sovietico.
L'Operazione Cyclone è stata una delle operazioni segrete della CIA più lunghe e costose mai intraprese. Il finanziamento è iniziato ufficialmente con $ 695 mila nel 1979, ed è stato aumentato drammaticamente a $ 20-30 milioni all'anno nel 1980, salito poi a $ 630 milioni all'anno nel 1987, descritto come il "più grande lascito a qualsiasi insurrezione del Terzo Mondo". I finanziamenti continuarono (sebbene ridotti) dopo il ritiro sovietico del 1989, poiché i mujaheddin continuarono a combattere le forze dell'esercito del presidente Mohammad Najibullah durante la guerra civile afgana (1989-1992).

## Storia
I comunisti sotto la guida di Nur Mohammad Taraki presero il potere in Afghanistan il 27 aprile 1978 con la Rivoluzione di Saur. Il nuovo regime, diviso tra due fazioni marxiste-leniniste, quella più estremista Khalq guidata da Taraki e la più moderata Parcham, firmò un trattato di amicizia con l'Unione Sovietica nel dicembre di quell'anno. Gli sforzi di Taraki per migliorare l'istruzione laica e ridistribuire la terra sono stati accompagnati da esecuzioni e repressione politica nei confronti di gruppi e leader integralisti islamici, i quali innescarono una rivolta dei mujaheddin.
A seguito di una rivolta generale nell'aprile 1979, la guida del Khalq passò da Taraki al suo rivale Hafizullah Amin, a settembre. I sovietici erano particolarmente allarmati dalla brutalità del defunto regime di Khalq e sospettavano che Amin fosse un agente della CIA.
A metà degli anni '70, i funzionari dei servizi segreti pakistani iniziarono a fare pressioni private sugli Stati Uniti e sui loro alleati per inviare assistenza materiale agli insorti islamisti. I legami del presidente pakistano Muhammad Zia-ul-Haq con gli Stati Uniti erano stati tesi durante la presidenza di Jimmy Carter a causa del programma nucleare del Pakistan e dell'esecuzione di Zulfiqar Ali Bhutto nell'aprile 1979, ma Carter disse al consigliere per la sicurezza nazionale Zbigniew Brzezinski e al segretario di Stato Cyrus Vance già nel gennaio 1979 che era vitale "riparare le nostre relazioni con il Pakistan" alla luce dei disordini in Iran con la Rivoluzione iraniana.
Secondo l'ex funzionario della CIA Robert Gates, "l'amministrazione Carter si è rivolta alla CIA... per contrastare l'aggressione sovietica e cubana nel Terzo mondo, in particolare a partire dalla metà del 1979." Nel marzo 1979, "la CIA ha inviato diverse opzioni di azioni segrete relative all'Afghanistan all'SCC [NSC 5412/2] " del Consiglio per la sicurezza nazionale degli Stati Uniti. In una riunione del 30 marzo, il rappresentante del Dipartimento della Difesa degli Stati Uniti Walter B. Slocombe "ha chiesto se fosse utile mantenere in vita l'insurrezione afgana, 'risucchiando i sovietici in un pantano vietnamita?'" Quando gli è stato chiesto di chiarire questa osservazione, Slocombe ha spiegato: "Beh, l'idea era che se i sovietici avessero deciso di colpire questo bambino di catrame [l'Afghanistan] avremmo avuto tutto l'interesse ad assicurarci che rimanessero bloccati". Ma un memorandum del 5 aprile dell'ufficiale dell'intelligence nazionale Arnold Horelick avvertiva: "Un'azione segreta aumenterebbe i costi per i sovietici e infiammerebbe l'opinione musulmana contro di loro in molti paesi. Il rischio era che un sostanziale programma di aiuti segreti degli Stati Uniti potesse aumentare la posta in gioco e indurre i sovietici a intervenire in modo più diretto e vigoroso di quanto altrimenti previsto."
Nel maggio 1979, i funzionari statunitensi iniziarono ad incontrare segretamente i leader ribelli attraverso i contatti del governo pakistano. Un ex ufficiale militare pakistano ha affermato di aver presentato personalmente un funzionario della CIA a Gulbuddin Hekmatyar quel mese (le richieste del Freedom of Information Act per i documenti che descrivono questi incontri sono state negate). Ulteriori riunioni si sono svolte il 6 aprile e il 3 luglio, e lo stesso giorno della seconda riunione, Carter ha firmato una "rilevazione presidenziale" che "autorizzava la CIA a spendere poco più di $ 500.000" in aiuti non letali ai mujaheddin, che "sembrava all'epoca un piccolo inizio".
Alla fine del 1979, la situazione nel Paese si era drasticamente deteriorata anche a causa della situazione di contrasto socio politico tra fazioni dovuto al rovesciamento della monarchia nel 1973. A questo proposito, il governo della Repubblica Democratica dell'Afghanistan (DRA) aveva più volte fatto appello all'URSS con richieste di assistenza militare diretta dell'Armata Rossa. L'Unione Sovietica inizialmente respinse questa forma di intervento, ma, nell'aggravarsi della crisi afgana, il 12 dicembre 1979, la leadership dell'URSS, temendo il trasferimento delle ostilità nel territorio delle repubbliche dell'Asia centrale, decise di inviare truppe per fornire assistenza militare al governo afghano. La decisione è stata presa in una riunione del Politburo del Comitato centrale del PCUS ai sensi dell'articolo 4 del Trattato di amicizia tra la Repubblica Democratica dell'Afghanistan e l'Unione Sovietica. Il 16 dicembre fu' emesso l'ordine di distaccare dall'amministrazione del Distretto Militare del Turkestan (TurkVO) la 40ª Armata e di prepararla a svolgere i compiti assegnati. Il primo vice comandante delle truppe del TurkVO, Yuri Tukharinov, fu nominato comandante dell'Armata Rossa esercito sovietico in Afghanistan.
Brzezinski in seguito ha affermato che "non abbiamo spinto i russi a intervenire, ma abbiamo consapevolmente aumentato la probabilità che lo facessero". Secondo Brzezinski, a metà del 1979 si convinse che i sovietici avrebbero invaso l'Afghanistan indipendentemente dalla politica degli Stati Uniti a causa dell'incapacità dell'amministrazione Carter di rispondere in modo aggressivo all'attività sovietica in Africa, ma, nonostante il rischio di conseguenze indesiderate, il sostegno ai mujahideen avrebbe potuto essere un modo efficace per prevenire l'aggressione sovietica oltre all'Afghanistan (in particolare nella nativa Polonia di Brzezinski). Le reali ragioni dell'invio di aiuti da parte degli Stati Uniti ai mujaheddin prima dell'invasione è dibattuto tra gli studiosi. Alcuni affermano che ciò abbia provocato direttamente, e anche deliberatamente, l'invio di truppe da parte dei sovietici.
In Occidente, l'intervento militare sovietico in Afghanistan era considerato una minaccia alla sicurezza globale e alle forniture di petrolio del Golfo Persico. Inoltre, l'incapacità di prevedere con precisione le intenzioni sovietiche ha indotto i funzionari statunitensi a rivalutare la minaccia sovietica sia per l'Iran che per il Pakistan, anche se poi fu noto che quei timori erano esagerati.
All'indomani dell'intervento sovietico, Carter era determinato a rispondere con vigore. In un discorso televisivo, ha annunciato sanzioni contro l'Unione Sovietica, ha promesso nuovi aiuti al Pakistan e ha impegnato gli Stati Uniti nella difesa del Golfo Persico. Carter ha anche chiesto il boicottaggio dei Giochi della XXII Olimpiade del 1980 a Mosca, che ha sollevato un'aspra polemica. Il primo ministro britannico Margaret Thatcher sostenne con entusiasmo la posizione dura di Carter, sebbene l'intelligence britannica ritenesse che "la CIA fosse troppo allarmista riguardo alla minaccia sovietica in Pakistan".
Sebbene Gates abbia descritto il direttore della Central Intelligence (DCI) Stansfield Turner e la National Clandestine Service della CIA come contemplanti "diverse opzioni di miglioramento" - fino alla fornitura diretta di armi dagli Stati Uniti ai mujaheddin attraverso l'ISI pachistano - già alla fine dell'agosto 1979, e un anonimo collaboratore di Brzezinski riconobbe in una conversazione con Selig S. Harrison che l'assistenza nominalmente "non letale" degli Stati Uniti ai mujaheddin includeva la facilitazione delle spedizioni di armi da parte di terzi, Coll, Harrison, Riedel, e l'allora capo della divisione Vicino Oriente-Asia meridionale del DO, Charles Cogan, affermano tutti che nessuna arma fornita dagli USA destinata ai mujaheddin raggiunse il Pakistan fino al gennaio 1980, dopo che Carter emendò la sua decisione presidenziale per includere disposizioni letali in fine dicembre 1979.
La spinta della politica statunitense per tutta la durata della guerra fu determinata da Carter all'inizio del 1980: Carter avviò un programma per armare i mujaheddin attraverso l'ISI e si assicurò un impegno dall'Arabia Saudita per eguagliare i finanziamenti statunitensi a questo scopo. Il sostegno degli Stati Uniti ai mujaheddin accelerò sotto il successore di Carter, Ronald Reagan, con un costo finale per i contribuenti statunitensi di circa 3 miliardi di dollari. La decisione di indirizzare gli aiuti statunitensi attraverso il Pakistan ha portato a massicce frodi, poiché le armi inviate a Karachi venivano spesso vendute sul mercato locale piuttosto che consegnate ai ribelli afghani; Karachi presto "diventò una delle città più violente del mondo". Il Pakistan controllava anche quali ribelli ricevevano assistenza: dei sette gruppi di mujaheddin supportati dal governo di Zia, quattro erano di matrice fondamentalista islamica e questi fondamentalisti hanno ricevuto la maggior parte dei finanziamenti. Nonostante ciò, Carter non ha espresso alcun rimpianto per la sua decisione di sostenere quelli che ancora considera i "combattenti per la libertà" in Afghanistan.

## Programma

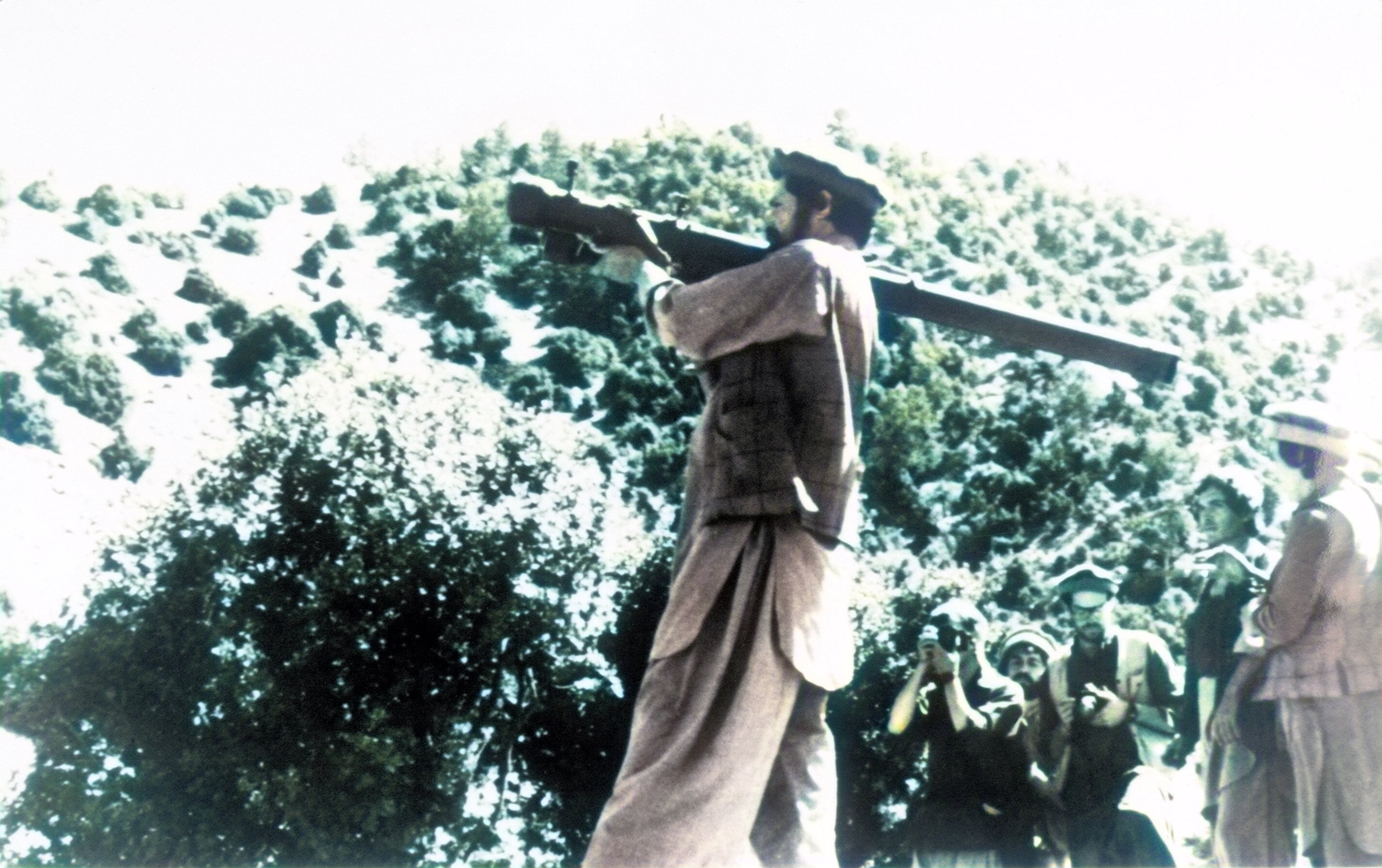
Un mujaheddin spara con uno SA-7, 1988.

I principali sostenitori del programma iniziale furono il membro del Congresso del Texas Charlie Wilson; Michael G. Vickers, un giovane ufficiale paramilitare della CIA; e Gust Avrakotos, il capo regionale della CIA, che sviluppò uno stretto rapporto con Wilson. La loro strategia era quella di fornire un ampio mix di armi, tattiche e logistica, insieme a programmi di addestramento, per migliorare la capacità dei ribelli di combattere una guerriglia contro i sovietici. Inizialmente, per evitare il rilevamento del coinvolgimento degli Stati Uniti, il programma forniva ai ribelli solo armi di fabbricazione sovietica. Questo piano è stato reso possibile dal tacito sostegno di Israele, che aveva catturato grandi scorte di armi di fabbricazione sovietica durante la guerra del Kippur e ha accettato di venderle clandestinamente alla CIA, così come l'Egitto, che aveva recentemente modernizzato il suo esercito con armi acquistate dalle nazioni occidentali, incanalando le vecchie armi di fabbricazione sovietica verso i mujaheddin. Dopo il 1985, quando l'amministrazione Reagan annunciò che avrebbe sostenuto i movimenti di resistenza antisovietici a livello globale (in quella che oggi è conosciuta come la Dottrina Reagan), non c'era più bisogno di offuscare l'origine delle armi; L'alto funzionario del Pentagono, Michael Pillsbury, ha sostenuto con successo la fornitura di armi di fabbricazione statunitense, tra cui un gran numero di missili FIM-92 Stinger, alla resistenza afgana.
La distribuzione delle armi dipendeva molto dal presidente pakistano Muhammad Zia-ul-Haq, che aveva una relazione personale con il membro del Congresso Wilson. La sua Inter-Services Intelligence (ISI) era un intermediario per la distribuzione di fondi, il passaggio di armi, l'addestramento militare e il sostegno finanziario ai gruppi di resistenza afghani. Insieme al finanziamento di programmi simili dall'MI6 e dal SAS britannici e dall'Arabia Saudita l'ISI ha armato e addestrato oltre 100.000 insorti tra il 1978 e il 1992.  Hanno incoraggiato i volontari degli stati arabi a unirsi alla resistenza afgana nella sua lotta contro le truppe sovietiche in Afghanistan.
L'MI6 ha sostenuto uno dei gruppi islamici più estremisti comandati da Ahmad Shah Massoud, che vedevano come un combattente efficace. Nonostante i dubbi della CIA su Massoud, divenne un alleato chiave dell'MI6; L'MI6 ha inviato una missione annuale di due dei loro ufficiali e istruttori militari a Massoud e ai suoi combattenti. Delle armi date di nascosto, la maggior parte erano Lee-Enfield del vecchio esercito britannico, alcune delle quali furono acquistate da scorte dell'esercito dell'India, che diventarono popolari tra i gruppi di resistenza afghani. Mine, esplosivi, radio, intelligence, e una cinquantina di lanciatori Shorts Blowpipe con 300 missili sono stati inviati alla resistenza afgana. Lo Special Air Service nel frattempo ha dato alla resistenza un addestramento vitale all'interno e all'esterno dell'Afghanistan.
I rapporti mostrano che il personale civile del Dipartimento di Stato degli Stati Uniti e della CIA ha visitato frequentemente l'area di confine Afghanistan-Pakistan durante questo periodo e gli Stati Uniti hanno contribuito generosamente ad aiutare i rifugiati afghani. Il direttore della CIA William Casey ha visitato segretamente il Pakistan numerose volte per incontrare gli ufficiali dell'ISI che gestivano i mujaheddin e ha osservato personalmente l'addestramento dei guerriglieri in almeno un'occasione. Coll riferisce che:
Altri punti di contatto diretto tra il governo degli Stati Uniti e i mujaheddin includono il volo Hekmatyar della CIA negli Stati Uniti, dove è stato ospitato dal funzionario del Dipartimento di Stato Zalmay Khalizad. Hekmatyar è stato invitato a incontrare il presidente Reagan, ma ha rifiutato, ed è stato sostituito alla conferenza della Casa Bianca nell'ottobre 1985 con mujaheddin da Younis Khalis, che ha invitato pubblicamente Reagan a convertirsi all'Islam. Il capo della stazione della CIA di Islamabad, Howard Hart, sviluppò una relazione personale con Abdul Haq, che fu proseguita dal successore di Hart, William Piekney, e portò all'incontro afghano sia con Reagan che con Margaret Thatcher. Il vicesegretario alla Difesa Richard Armitage si incontrava regolarmente con i mujaheddin, in particolare Burhanuddin Rabbani. È noto anche che gli agenti della CIA hanno fornito pagamenti diretti in contanti a Jalaluddin Haqqani.
Il missile antiaereo FIM-92 Stinger costruito dagli Stati Uniti, fornito ai mujaheddin in gran numero a partire dal 1986, ha dato un colpo decisivo allo sforzo bellico sovietico in quanto ha permesso agli afgani leggermente armati di difendersi efficacemente dagli atterraggi di elicotteri sovietici in aree strategiche. Gli Stinger erano così famosi e mortali che, negli anni '90, gli Stati Uniti condussero un programma di "riacquisto" per impedire che i missili inutilizzati cadessero nelle mani di terroristi anti-statunitensi. Questo programma potrebbe essere stato rinnovato di nascosto dopo l'intervento degli Stati Uniti in Afghanistan alla fine del 2001, per paura che gli Stinger rimasti potessero essere usati contro le forze statunitensi nel paese.
(CIA)
Il programma di Reagan favorì il ritiro sovietico dall'Afghanistan, con i sovietici incapaci di sedare l'insurrezione, che venne annunciato il 20 luglio 1987, in seguito ai negoziati che portarono agli Accordi di Ginevra del 1988, con l'uscita degli ultimi sovietici il 15 febbraio 1989. Le forze sovietiche subirono oltre 14 000 morti e dispersi e oltre 50 000 feriti. Secondo alcune fonti, il ritiro ha contribuito a alla dissoluzione dell'Unione Sovietica stessa.

### Finanziamento

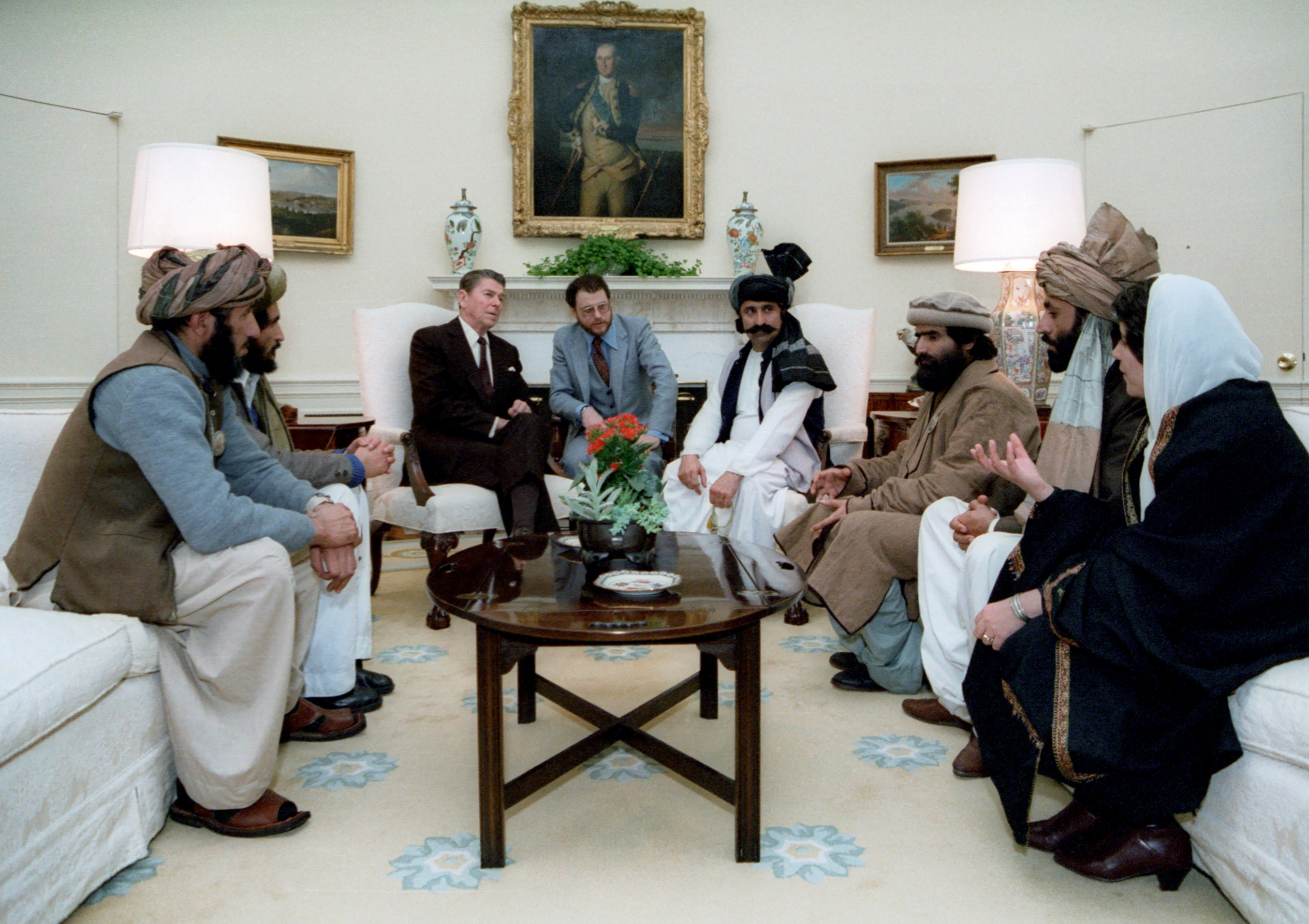
Il presidente Reagan incontra i leader dei mujaheddin afgani nello Studio Ovale nel 1983

Gli Stati Uniti hanno offerto due pacchetti di assistenza economica e vendite militari per sostenere il ruolo del Pakistan nella guerra contro le truppe sovietiche in Afghanistan. Il primo pacchetto di assistenza di sei anni (1981-1987) ammontava a 3,2 miliardi di dollari, equamente divisi tra assistenza economica e vendite militari. Gli Stati Uniti hanno anche venduto 40 velivoli F-16 al Pakistan durante il 1983-1987 ad un costo di $ 1,2 miliardi al di fuori del pacchetto di assistenza. Il secondo pacchetto di assistenza di sei anni (1987-1993) ammontava a 4,2 miliardi di dollari. Di questi, 2,28 miliardi di dollari sono stati stanziati per l'assistenza economica sotto forma di sovvenzioni o prestiti al tasso di interesse del 2-3 per cento. Il resto dello stanziamento (1,74 miliardi di dollari) era sotto forma di credito per acquisti militari. In totale, l'aiuto combinato di Stati Uniti, Arabia e Cina ai mujaheddin è valutato tra i 6 ei 12 miliardi di dollari.
Il finanziamento del programma è stato aumentato ogni anno a causa delle pressioni di importanti politici e funzionari governativi statunitensi, come Charles Wilson, Gordon Humphrey, Fred Ikle e William Casey. Sotto l'amministrazione Reagan, il sostegno degli Stati Uniti ai mujaheddin afghani si è evoluto in un fulcro della politica estera degli Stati Uniti, chiamata Dottrina Reagan, in cui gli Stati Uniti hanno fornito supporto militare e di altro tipo ai movimenti di resistenza anticomunista in Afghanistan, Angola e Nicaragua. 
I mujaheddin hanno beneficiato dell'ampio sostegno militare straniero da parte degli Stati Uniti, dell'Arabia Saudita, del Pakistan, del Regno Unito e di altre nazioni musulmane. Quando i pagamenti sauditi erano in ritardo, Wilson e Avrakotos volavano in Arabia Saudita per convincere la monarchia a rispettare i suoi impegni.
I livelli di sostegno alle varie fazioni afghane variavano. L'ISI tendeva a favorire islamisti come Hezb-i-Islami e Haqqani di Hekmatyar. Alcuni statunitensi erano d'accordo. Tuttavia altri hanno favorito i relativamente moderati come Ahmed Shah Massoud. Questi includevano due analisti di politica estera della Heritage Foundation, Michael Johns e James A. Phillips, entrambi i quali sostenevano Massoud come il leader della resistenza afghana più degno del sostegno degli Stati Uniti sotto la Dottrina Reagan.

## Conseguenze
Dopo il ritiro delle truppe sovietiche, i finanziamenti statunitensi a Hekmatyar e al suo partito Hezb-i-Islami sono stati immediatamente interrotti. Gli Stati Uniti hanno anche ridotto l'assistenza ai rifugiati afghani in Pakistan. 
Nell'ottobre 1990, il presidente degli Stati Uniti George HW Bush si rifiutò di certificare che il Pakistan non possedeva un ordigno nucleare, innescando l'imposizione di sanzioni contro il Pakistan ai sensi dell'emendamento Pressler (1985) al Foreign Assistance Act (1961). Ciò ha interrotto il secondo pacchetto di assistenza offerto nel 1987 e ha interrotto l'assistenza economica e le vendite militari al Pakistan, ad eccezione dell'assistenza economica già in viaggio per il Pakistan. Anche le vendite militari e i programmi di addestramento sono stati abbandonati e ad alcuni degli ufficiali militari pakistani in addestramento negli Stati Uniti è stato chiesto di tornare a casa.
Ancora nel 1991 Charlie Wilson persuase l'House Intelligence Committee a continuare a finanziare i Mujahideen, fornendo loro 200 milioni di dollari per l'anno fiscale 1992. Con i fondi corrispondenti dall'Arabia Saudita, questo ammontava a $ 400 milioni per quell'anno. Alle tribù afgane sono state consegnate anche armi che gli Stati Uniti hanno catturato dall'Iraq durante la Guerra del Golfo.

## Critiche

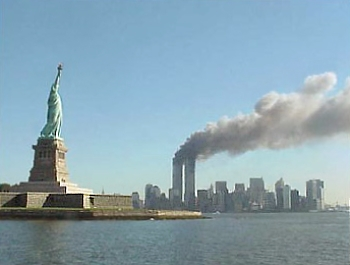
I critici affermano che il finanziamento dei mujaheddin ha avuto un ruolo nel causare gli attentati dell'11 settembre 2001.

Il governo degli Stati Uniti è stato criticato per aver permesso al Pakistan di incanalare una quantità sproporzionata dei suoi finanziamenti al controverso Hekmatyar, che i funzionari pakistani credevano fosse "il loro uomo". Hekmatyar è stato criticato per aver ucciso altri mujaheddin e aver attaccato popolazioni civili, incluso il bombardamento di Kabul con armi fornite dagli statunitensi, causando 2 000 vittime. Si diceva che Hekmatyar fosse amico di Osama bin Laden, fondatore di Al-Qaida, che stava conducendo un'operazione per assistere i volontari "arabi afghani " che combattevano in Afghanistan, chiamata Maktab al-Khidamat . Allarmato dal suo comportamento, il leader pakistano, il generale Zia, ha avvertito Hekmatyar: "È stato il Pakistan a renderlo un leader afghano ed è il Pakistan che può ugualmente distruggerlo se continua a comportarsi male". La CIA e il Dipartimento di Stato sono stati criticati per aver pubblicato libri di testo destinati a indottrinare i bambini con il razzismo e l'odio verso gli stranieri e gli afghani non musulmani. La CIA e il Dipartimento di Stato sono stati criticati per il loro rapporto diretto con Hekmatyar, al di là del contatto con l'ISI, nonostante fosse uno dei principali trafficanti di eroina nella regione.
Alla fine degli anni '80, il primo ministro pakistano Benazir Bhutto, preoccupato per la crescente forza del movimento islamista, disse al presidente George HW Bush: "Stai creando un Frankenstein".
Altri hanno affermato che il finanziamento dei mujaheddin potrebbe aver avuto un ruolo nel causare gli attacchi dell'11 settembre 2001. Un certo numero di commentatori politici ha descritto gli attacchi di Al-Qaida come un "contraccolpo" o una conseguenza non intenzionale degli aiuti statunitensi ai mujaheddin.

## Accuse di assistenza della CIA a bin Laden
Alcuni hanno affermato che bin Laden e al Qaeda erano beneficiari dell'assistenza della CIA. Sir Martin Ewans ha osservato che gli arabi afgani "hanno beneficiato indirettamente del finanziamento della CIA, attraverso l'ISI e le organizzazioni di resistenza" e che "è stato calcolato che fino a 35.000 "arabi-afgani" potrebbero aver ricevuto formazione militare in Pakistan ad un costo stimato di 800 milioni di dollari negli anni fino al 1988 compreso." Alcuni dei maggiori beneficiari afgani della CIA furono comandanti arabi come Haqqani e Hekmatyar che furono alleati chiave di bin Laden per molti anni. Haqqani, uno dei più stretti collaboratori di bin Laden negli anni '80, ricevette pagamenti diretti in contanti da agenti della CIA, senza la mediazione dell'ISI. Questa fonte indipendente di finanziamento ha dato ad Haqqani un'influenza sproporzionata sui mujaheddin. Haqqani e la sua rete hanno svolto un ruolo importante nella formazione e nella crescita di Al-Qaida, con Jalalhuddin Haqqani che ha permesso a bin Laden di addestrare volontari mujaheddin nel territorio di Haqqani e di costruirvi ampie infrastrutture. Milton Bearden, capo della stazione di Islamabad della CIA dalla metà del 1986 fino alla metà del 1989, all'epoca ammirava bin Laden.
Alcuni esperti come Coll hanno contestato questa ipotesi, il quale osserva che i documenti e le interviste della CIA declassificati con gli ufficiali della CIA non avallano tali affermazioni - e Peter Bergen, che sostiene: "La teoria che bin Laden sia stato creato dalla CIA è invariabilmente avanzata come un assioma senza prove a sostegno". Bergen insiste sul fatto che i fondi statunitensi sono andati ai mujaheddin afghani, non ai volontari arabi che sono arrivati per assisterli.